# Auguste de Bade-Bade
 (juillet 2025).
Si vous disposez d'ouvrages ou d'articles de référence ou si vous connaissez des sites web de qualité traitant du thème abordé ici, merci de compléter l'article en donnant les références utiles à sa vérifiabilité et en les liant à la section « Notes et références ».
Titre
Duchesse d'Orléans
13 juillet 1724 – 8 août 1726
(2 ans et 26 jours)
Signature
Auguste-Marie-Jeanne de Bade-Bade, née le 11 novembre 1704 en le château de Johannisburg et morte le 8 août 1726 au Palais-Royal, est une princesse allemande devenue duchesse d'Orléans par mariage. Fille de Louis-Guillaume de Bade-Bade, margrave de Bade-Bade, et de son épouse Françoise-Sibylle de Saxe-Lauenbourg, elle épouse Louis d'Orléans, duc d'Orléans. Morte en couches, elle est l'ancêtre du roi Louis-Philippe Ier et de plusieurs membres de familles royales européennes. 

## Biographie

### Enfance
Auguste de Bade-Bade est née le 11 novembre 1704 au château de Johannisburg. Elle est la fille de Louis-Guillaume de Bade-Bade, margrave de Bade-Bade, chef de la branche catholique de la maison de Zähringen et le héros de la guerre contre les Turcs, et de Françoise-Sibylle de Saxe-Lauenbourg, une princesse alors richement possessionnée en Bohême. Après la mort du margrave en 1707, cette dernière fut alors nommée régente pour le compte de son fils, Louis-Georges de Bade-Bade. 
Cette dernière fut une grande mécène faisant du margraviat un haut lieu de culture architecturale. Durant sa régence, elle ordonnait la construction de quatre palais et de deux églises. La jeune Auguste assista à l'érection du château de La Favorite à Rastatt. Elle était la cadette de neuf enfants et la seule fille à pouvoir dépasser l'âge de sept ans. Elle avait un frère aîné, Louis-Georges de Bade-Bade, futur margrave, et un frère cadet, Auguste-Georges de Bade-Bade, successeur de son frère aîné.

### Mariage
Sa mère étant régente, elle chercha un parti convenable pour marier sa fille. Elle lui proposa ainsi deux candidats : le prince de Tour et Taxis, fils d'Anselme-François de Tour et Taxis et un très riche ministre du Saint-Empire romain germanique, et Louis d'Orléans, duc d'Orléans. La margravine préféra le duc afin de s'assurer les grâces d'un allié de taille, Auguste préférant le prince en raison de ses origines. Quant à la duchesse douairière d'Orléans, elle souhaitait une descendance très rapidement.
En effet, le Régent étant mort en 1723 et le jeune roi Louis XV de santé fragile, tous s'attendent à ce qu'il meurt laissant le trône à son oncle le roi d'Espagne Philippe V. Les Orléans estiment en revanche que l'héritier présomptif du trône devrait être un des leurs, le jeune duc Louis d'Orléans. La duchesse douairière dépêche un envoyé dans les cours allemandes afin de lui trouver une fiancée convenable. Il faut au duc engendrer un héritier au plus vite. Leur choix se portait ainsi sur la jeune Auguste. 
La jeune margravine n'est pourtant pas un bon parti pour un prince du sang français et n'apportait que quatre-vingt mille livres de dot. De plus, le père de cette dernière était un talentueux général de l'empereur Joseph Ier, donc un ennemi de la France. Choisie notamment pour sa confession catholique, Auguste accepta le mariage. Le mariage par procuration eut au château de La Favorite, avant la cérémonie, qui elle se tiendra alors le 13 juillet 1724 à Châlons-sur-Marne. Elle n'a que dix-neuf ans.  

### À la cour

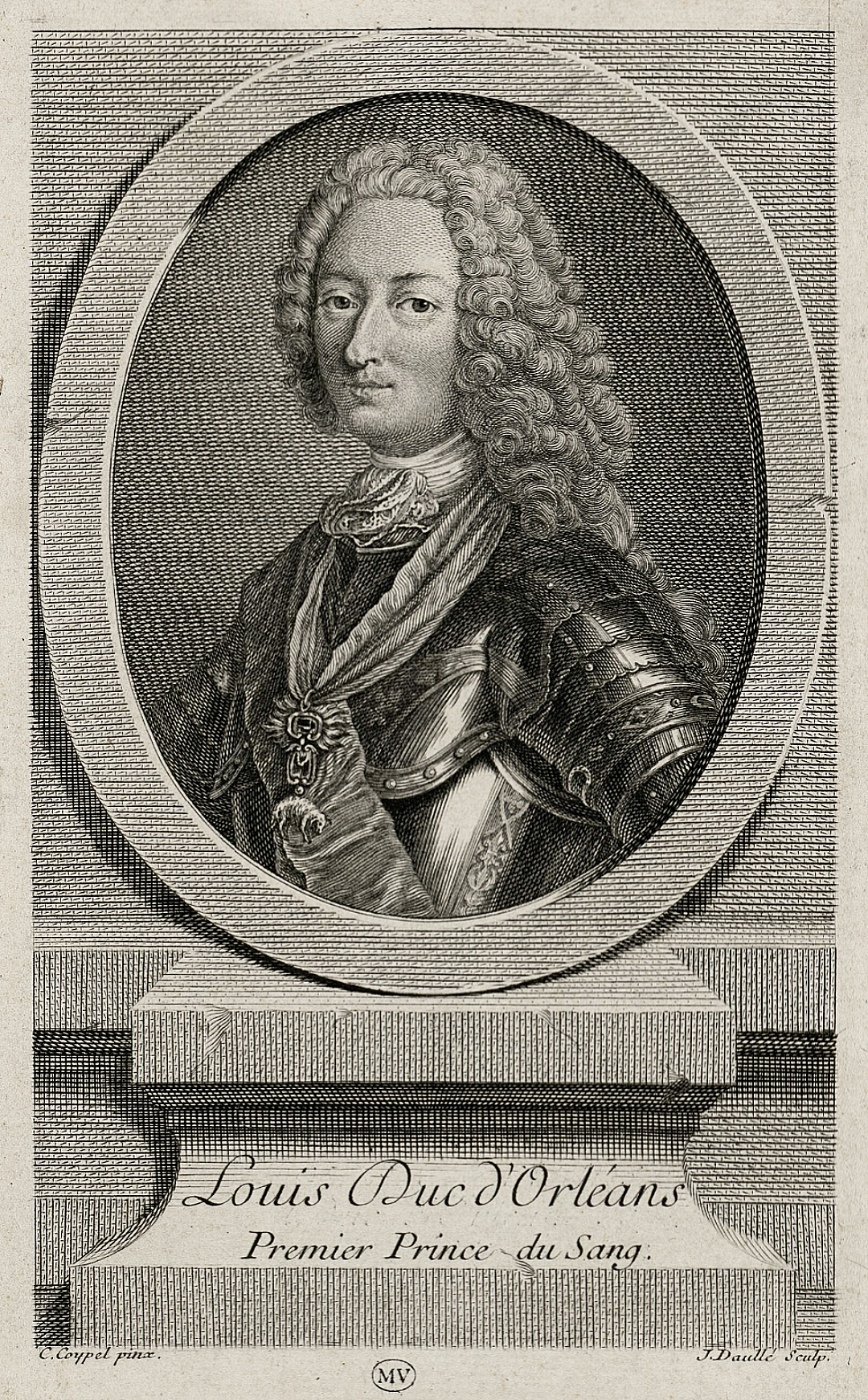
Louis d'Orléans, Premier Prince du Sang par Jean Daullé d'après Antoine Coypel, XVIIIe siècle.

À la cour, Auguste est connue sous le nom de « Jeanne » ou celui de « Auguste de Bade ». Son mariage avec le premier prince du sang lui conférait alors le titre de « Madame la Princesse » et fit d'elle une des femmes les plus importantes du royaume. En ce temps, le très jeune Louis XV était fiancé à sa cousine germaine, l'infante Marie-Anne-Victoire d'Espagne. Le couple ne fut jamais marié et elle fut renvoyée en Espagne en 1725, faisant d'Auguste et de sa belle-mère, la duchesse douairière d'Orléans, les femmes les plus importantes de la cour. 
La jeune duchesse était populaire à la cour et même réputée pour son charme. En 1725, le roi  Louis XV épousa finalement Marie Leszczynska, plaçant Auguste derrière la nouvelle reine en ce qui concerne le rang et l'étiquette. Elle et son nouvel époux sont très attachés l'un à l'autre et demeurent essentiellement au château de Saint-Cloud et au château de Versailles, dans un somptueux appartement qui leur est attribué. C'est d'ailleurs dans cet appartement qu'elle mit au monde leur seul fils, Louis-Philippe d'Orléans. Les époux vivent aussi au Palais-Royal.
Prévoyant de donner naissance à son deuxième enfant au château de Versailles au début du mois d'août de 1726, sa belle-mère, la duchesse douairière d'Orléans, força sa belle-fille, alors enceinte, à rentrer à Paris afin de pouvoir accoucher au Palais-Royal. Quittant Versailles dans la journée du 4 août, elle dût s'arrêter à Sèvres en raison de l'intensité des contractions et de la douleur. Malgré cet arrêt d'urgence, elle reprit la route pour la capitale après ce dernier. 

### Décès

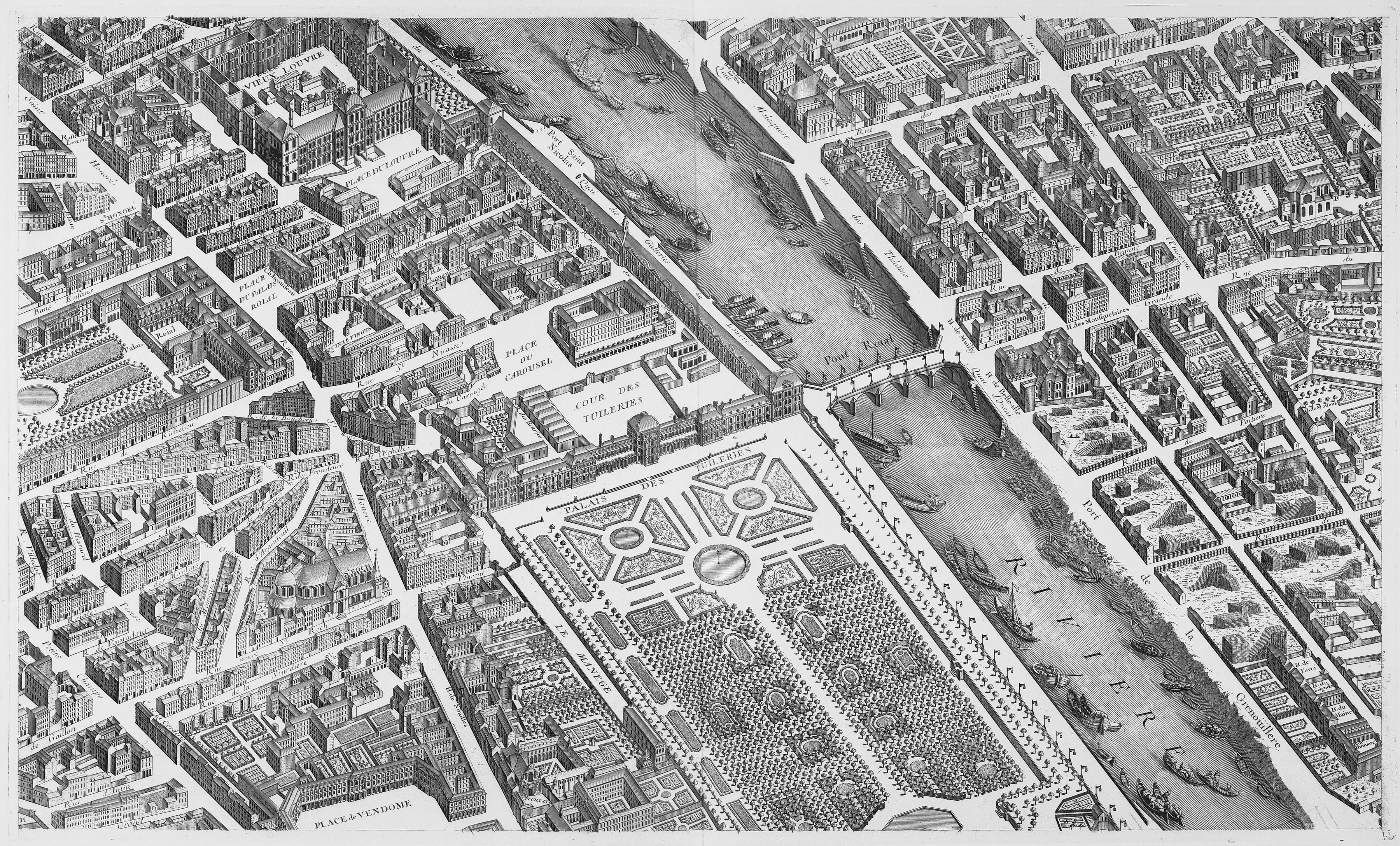
Quinzième planche du plan de Turgot par Claude Lucas et Louis Bretez, 1739.

Auguste de Bade-Bade mourut le 8 août 1726, âgée de vingt-et-un ans, après avoir accouché du deuxième enfant du couple ducal au Palais-Royal. Malgré la brièveté de leur relation, bien des contemporains estimaient que le couple était bien assorti et qu'ils s'aimaient. Après décès de la duchesse, le duc veuf de vingt-trois ans porta un long deuil. Elle fut inhumée en l'abbaye du Val-de-Grâce à Paris. Après sa mort, sa belle-tante, Élisabeth-Charlotte d'Orléans, proposa au duc d'épouser une de ses filles, Élisabeth-Thérèse ou Anne-Charlotte. Il refusa son offre. 

## Descendance
1. Louis Philippe d'Orléans, surnommé « le Gros », le futur duc d'Orléans et le futur époux de Louise-Henriette de Bourbon-Conti ;
2. Louise-Marie d'Orléans, dite Mademoiselle (5 août 1726 - 14 mai 1728).

## Titulature
- 13 juillet 1724 - 8 août 1726 : « Son Altesse Sérénissime Auguste de Bade, Madame la Princesse, duchesse d'Orléans, Première Princesse du Sang ».